# Káplány Géza (könyvtáros)
Káplány Géza (Erzsébetváros, 1880. február 4. – Budapest, 1952. május 19.) magyar könyvtáros. Káplány Géza jogász, költő, író fia.

## Életrajza
Káplány Géza (1843–1927) és Scholtes Selma Maria (1860–1955) fia. Szegedi és budapesti középiskolai tanulmányai után a Magyar Királyi Honvéd Ludovika Akadémiát végezte el (1898), majd tényleges szolgálatot teljesített 1907-ig. Ekkor lemondott tiszti rangjáról és A ma militarizmusa címmel leleplező könyvet írt. Több éven át külföldön, Párizsban és Londonban folytatott tanulmányok után tért haza, ahol csatlakozott a polgári radikális értelmiséghez. Az első világháborúban közkatonaként szolgált, 1916–1920 közt hadifogoly volt. Egyetemi tanulmányait – megszakításokkal – a Budapesti Tudományegyetemen végezte. 1944-ben A mérnökszellem modern korunk szolgálatában című (1939-es) tanulmányával bölcsészdoktorátust szerzett.

## Munkássága
1911-ben bekapcsolódott a Társadalomtudományi Társaság munkájába. 1913-tól a Kereskedelmi Múzeum könyvtárosa, itt Magyarországon az elsők között vezette be az Egyetemes tizedes osztályozás (röviden ETO) nemzetközi könyvtári osztályozórendszert. 1923-tól 1949-ig a Technológiai és Anyagvizsgáló Intézet könyvtárának vezetője. Modernizálta a Technológiai Intézet könyvtárát. Létrehozta a intézet vidéki fiókkönyvtárait, elsőnek a kolozsvárit és a marosvásárhelyit, országos műszaki könyvtárrá fejlesztette a fővárosi intézményt.
1931-ben indította meg a Műszaki Bibliográfiai Közleményeket, az első magyar műszaki kurrens szakbibliográfiát. Külföldi intézményekkel együttműködve egy műszaki forrás- és adattudakozó központ kiépítését is megkezdte. A Technológiai Központ Barátainak Egyesülete alapítója. 1937-től a Magyar Könyvtárosok és Levéltárosok Egyesülete könyvtári szakosztályának elnöke volt.
Mint a téma legkiválóbb hazai szakértője, ő vezette a magyar delegációt az 1937-es párizsi dokumentációs világkongresszuson, majd 1948-ig rendre a szakterület további nemzetközi rendezvényein. Még közreműködött a Műszaki Dokumentációs Központ 1949-es megszervezésében, majd élete utolsó éveiben annak munkájában.

## Főbb művei[4]
- A „ma” militarizmusa (Budapest, 1908)
- A könyvtárosi élethivatás a könyvtárosképzés tükrében (Budapest, 1937)
- Ipari dokumentáció (Budapest, 1938)
- A mérnökszellem modern korunk szolgálatában (Budapest, 1939)
- A dokumentáció problémái (Budapest, 1940)
- A dokumentáció célja és feladatai (Budapest, 1942)
- Könyvtárak korszerű rendezése és fejlesztése (1-2. kötet, Budapest, 1943)

Különböző szaklapokban (például a Huszadik Században, a Műszaki Bibliográfiai Közleményekben és a Magyar Könyvszemlében is publikált.

## Családja
Felesége Windhardt Viola Szerafina Ida (1880–1967) volt, akit 1906. február 26-án Budapesten, a Terézvárosban vett nőül.
Gyermekei
- Káplány Dóra
- Káplány Zelma, férjezett Veress Zoltánné.
- Káplány László Lajos (1907–?). Felesége Szabó Irén (1910–1982).